# Clanculus denticulatus
Clanculus denticulatus is een slakkensoort uit de familie van de Trochidae. De wetenschappelijke naam van de soort is voor het eerst geldig gepubliceerd in 1827 door Gray.